# 胡安·安东尼奥·安克拉
胡安·安东尼奥·阿尔瓦塞特·安克拉（西班牙語：Juan Antonio Albacete Anquela，1957年9月11日—），西班牙前足球運動員，司職中場，退役後擔任教練，因曾經帶領西乙二級球隊阿尔科尔孔4–0大勝皇家馬德里而聞名，曾擔任西乙球隊阿尔科孔的主教練。

## 外部連結
- BDFutbol球員檔案 （页面存档备份，存于） （英文）
- BDFutbol教練檔案 （页面存档备份，存于） （英文）
- Transfermarkt檔案 （页面存档备份，存于） （英文）